# Grande Rivière (St. Lucia)
Grande Rivière ist ein Ort im Quarter (Distrikt) Gros Islet zentral im Norden des Inselstaates St. Lucia in der Karibik. 

## Geographie
Der Ort mit den Siedlungen Morne Elwin, Degazon, Morne Serpent, White Rock (am Hügel Postlewaite), Piat, Assou Canal, Postlewaithe und Norbert. Der Ort liegt zwischen Mount Chaubourg im Süden und dem Mount Jambe im Norden. Der Grande Rivière mit den Zuflüssen Ravine La Vaccance und Ravine Robert entwässert nach Norden und mündet bald darauf in den Bois d’Orange River der kurvenreich nach Nordosten fließt. Die Corinth Gran Rivière Road ist die Hauptverbindungsstraße von Corinth im Nordwesten nach Monier im Südosten.
Im Ort gibt es die Grand Riviere Nazarene Church sowie die Grande Riviere Primary School und in Degazon die Mount Olives SDA Church.